# Die Dekana(h)tlosen
Die Dekana(h)tlosen war eine kirchliche Kabarettgruppe aus Dresden, die von 1968 bis 2013 bestand. Sie war in der DDR die einzige Gruppe, die Satire zu katholischen Themen aufführen durfte. Nach der Wende wurden Die Dekana(h)tlosen auch in Westdeutschland bekannt, unter anderem durch Auftritte bei den Katholikentagen 1992 und 1994. 
Im Mai 1968 fand die erste Vorstellung der Dekana(h)tlosen auf Initiative des damaligen katholischen Diözesanjugendseelsorgers Dieter Grande statt. Die künstlerische Leitung lag seit dieser Zeit bei Gisela Grube, langjähriges Mitglied und Urgestein des Kabaretts Die Herkuleskeule in Dresden. Im Laufe der Jahre wechselte die Besetzung häufig. Insgesamt spielten und musizierten bei den Dekana(h)tlosen bisher 12 Frauen und 14 Männer, sowie 5 Pianisten. Von der Urbesetzung war bis zuletzt nur noch Ursula Jurk dabei. In 45 Jahren gab es etwa 800 Aufführungen an 150 Spielorten deutschlandweit.
Am 30. November 2013 löste sich die Gruppe nach einem letzten Auftritt in Dresden auf.